# Sughatta
Sughatta är ett underdistrikt i Bangladesh. Det ligger i den norra delen av landet, 180 km nordväst om huvudstaden Dhaka.
Omgivningarna runt Sughatta är i huvudsak ett öppet busklandskap. Runt Sughatta är det mycket tätbefolkat, med 1 361 invånare per kvadratkilometer.